# Anthony Vreem

Portret van een kind. (Anthony Vreem)

Anthony Vreem (Dordrecht, gedoopt op 26 april 1656 – aldaar, 1681) was een Noord-Nederlands schilder en tekenaar van portretten en historiestukken.
Hij was de zoon van de schilder Samuel Anthonisz. Vreem en Pieternella van Wessem. Vreem werkte als kunstenaar in Dordrecht van circa 1675 tot zijn vroege overlijden in 1681. Hij kreeg zijn opleiding bij Godfried Schalcken, die toen nog in Dordrecht woonde. Onder diens begeleiding maakte Vreem snel vooruitgang en stond hij op het punt een zelfstandige carrière te beginnen, maar hij overleed in 1681, voordat hij zijn talent kon ontplooien.
- Biografisch Portaal: 39841474
- RKD-Nederlands Instituut voor Kunstgeschiedenis: 82030
- Union List of Artist Names: 500013998
- Virtual International Authority File: 95766693